# 지멘탈

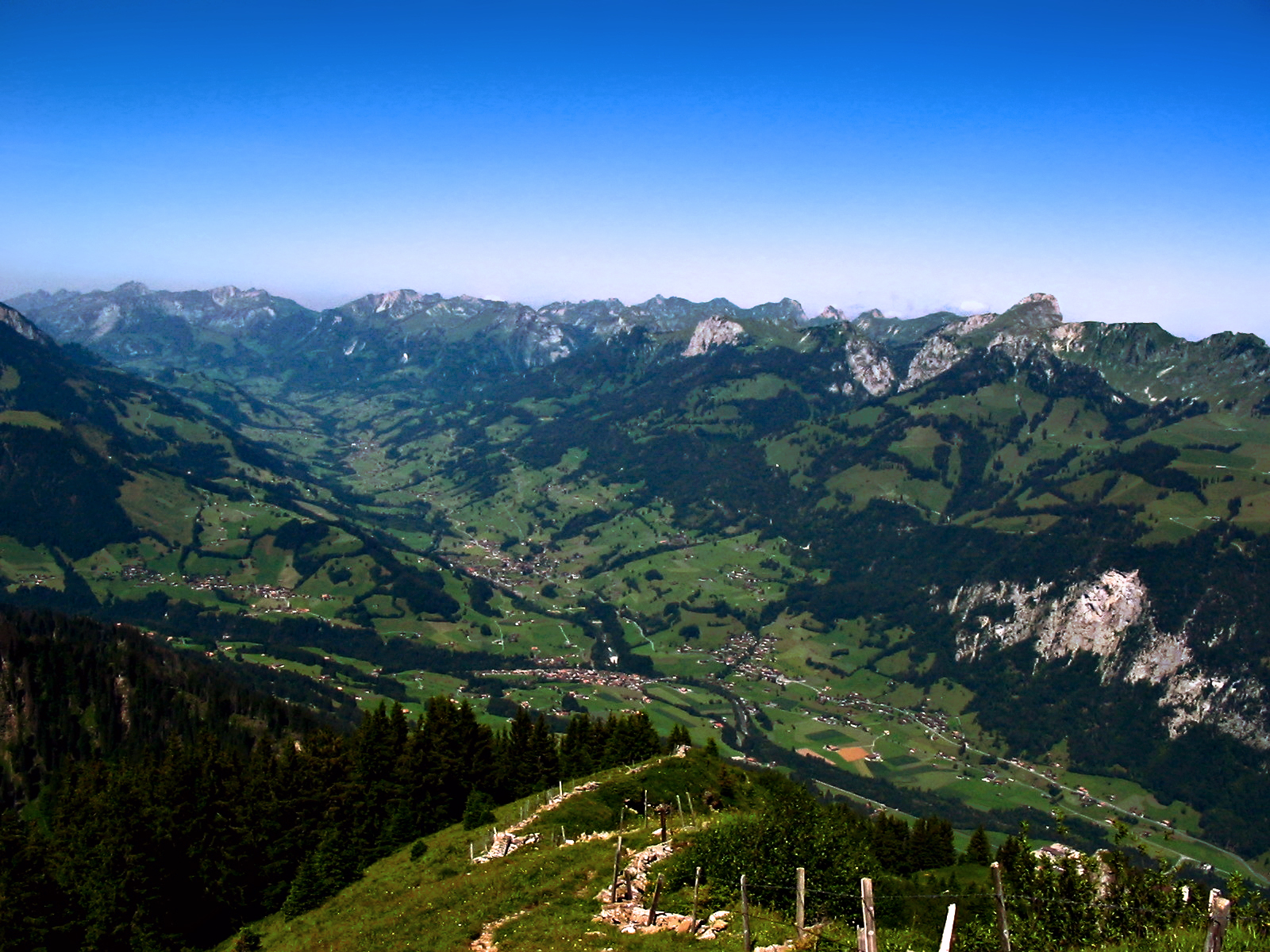
지멘탈의 풍경

지멘탈(Simmental)은 스위스의 베른고원에 있는 고산 계곡이다.(-tal은 계곡을 의미한다.) 렝크에서 볼티겐까지 대략 남-북 방향(오버지멘탈)으로 확장되고 거기에서 슈피츠 근처 빔미스의 계곡 출구까지 서-동 방향(니더지멘탈)을 취한다. 렌크, St. Stephan, 츠바이지멘, 볼티겐, 오버빌, 데르슈테텐, 에를렌바흐, 디엠티겐과 윔미스. 지메는 계곡을 통해 흐른다.
일부 마을은 렝크 또는 츠바이지멘과 같은 베른 지역의 겨울 관광에서 역할을 한다. 츠바이지멘에서 크슈타트와 쌰또데의 리조트에 도달하실 수 있다.
더 올라가면 뷜(Bulle)에서 프리부르로 건너가는 자운 고개와 렝크와 아델보덴을 연결하는 하넨모스 고개가 있다.